# Compagni, cittadini, fratelli, partigiani
Compagni, cittadini, fratelli, partigiani è il secondo EP del gruppo musicale italiano CCCP - Fedeli alla linea, pubblicato nel 1985.

## Descrizione
Il titolo ripete il primo verso di Per i morti di Reggio Emilia di Fausto Amodei del 1960 («Compagno cittadino, fratello partigiano / stringiamoci per mano in questi giorni tristi»), popolare canzone del cantautore torinese Fausto Amodei dedicata ai manifestanti uccisi dalla polizia a Reggio Emilia (da cui i CCCP provenivano) ed in Sicilia durante le proteste contro il Governo Tambroni..
Un verso del brano Morire recita Lode a Mishima, e a Majakovski, in riferimento ai due scrittori suicidi Vladimir Vladimirovič Majakovskij e Yukio Mishima.
Il numero 77, più volte nominato nella canzone Emilia Paranoica, non si riferisce all'anno 1977, bensì a un chitarrista punk di Sassuolo, Marco Trascendi (1961-1998), popolare nel modenese anche per la sua tossicodipendenza. Il soprannome "77" fa riferimento alla sua precoce passione per il punk in Italia, in particolare all'unico album dei Sex Pistols (Never Mind the Bollocks, Here's the Sex Pistols) uscito nel 1977. Nella canzone viene inoltre nominato il Tuwat, locale che si trovava a Carpi e che aveva preso il nome da una grande manifestazione che si svolse a Berlino nel 1981. Contrazione di "Tue Etwas" nella parlata berlinese, significa più o meno "fa' qualcosa".  Il barista del locale era Danilo Fatur, in arte José Lopez Macho Frasquelo, che venne poi "arruolato" nelle file dei CCCP in qualità di "artista del popolo", che proprio lì lo conobbero.
Roipnol e Plegine, nominati nel brano, sono nomi commerciali di psicofarmaci.
L'immagine del picture disc ritrae due figure del Monumento agli eroici difensori di Leningrado situato in Piazza della Vittoria a San Pietroburgo.

## Tracce
1. Militanz – 1:59
2. Sono come tu mi vuoi – 4:30
3. Morire – 3:24
4. Emilia paranoica – 7:45

## Formazione
- Giovanni Lindo Ferretti – voce
- Massimo Zamboni – chitarra
- Umberto Negri – basso, drum machine
- Danilo Fatur – voce, cori
- Annarella Giudici –voce, cori
- Silvia Bonvicini – voce, cori

## Cover
- Vasco Brondi con il suo progetto Le luci della centrale elettrica inserisce nel suo EP C'eravamo abbastanza amati una cover della canzone Emilia paranoica, in collaborazione con Giorgio Canali.